# Леццано
Леццано — дворянский род.
Фамилия Леццано начало своё получила в Швейцарии от древнейших благородных предков. Потомок сего рода Леццано, Борис Борисович, находясь в Российской службе, был награждаем чинами и другими знаками почестей и Монарших милостей. Равным образом и другие сего рода Российскому Престолу служили дворянские службы в знатных чинах.

## Описание герба
В щите, разделённом надвое, в верхней половине в золотом поле изображен чёрный орёл с короною на главе. В нижней половине, в левом голубом поле виден золотой лев, держащий на одной передней
правой лапе в серебряном поле красную крепость с двумя башнями.
Щит увенчан дворянскими шлемом и короной. Намёт на щите золотой и чёрный, подложенный голубым и серебром. Герб рода Леццано внесён в Часть 6 Общего гербовника дворянских родов Всероссийской империи, стр. 152.